# Sűrű részhalmaz
A topológiában és a matematika kapcsolódó részterületeiben egy topologikus tér részhalmaza sűrű egy topologikus térben, ha a topologikus tér minden pontjára teljesül, hogy eleme a részhalmaznak, vagy annak torlódási pontja. Azaz a topologikus tér minden egyes pontja benne van a részhalmazban, vagy tetszőlegesen közel van a részhalmaz egy pontjához. Például a racionális számok halmaza sűrű a valós számok halmazában, mert minden valós szám vagy racionális, vagy tetszőlegesen megközelíthető racionális számokkal.
Formálisan, az X topologikus tér A részhalmaza sűrű X-ben, ha X összes pontjának minden környezete tartalmaz pontot A-ból. Ekvivalensen, A sűrű X-ben, ha X-nek nincs más (relatív) zárt részhalmaza, ami tartalmazza A-t. Egyszerűbben, A lezártja X, vagy A lezártjának komplementerének a belseje üres.
A topológián kívül megjelenik az analízisben, a funkcionálanalízisben és a numerikus módszerekben, például a folytonos függvények approximációjában.
Egy topologikus tér sűrűsége megegyezik legkisebb sűrű részhalmazának számosságával.

## Speciális esetei

### Rendezett halmazokban
Legyen {\displaystyle (M,<)} szigorúan teljesen rendezett halmaz, és {\displaystyle S} részhalmaza M-nek. S sűrű M-ben, ha minden M-beli {\displaystyle x}-hez és {\displaystyle y}-hoz van S-beli z, hogy {\displaystyle x<z<y}. Ez a megfogalmazás a rendezési topológiából adódik.

### Metrikus terekben
Metrikus terekben a sűrű részhalmaz ekképpen is definiálható:
Legyen X metrikus tér.
Ekkor A {\displaystyle {\overline {A}}} lezártja előáll A és A határpontjainak uniójaként:
{\displaystyle {\overline {A}}=A\cup \{\lim _{n}a_{n}:\forall n\geq 0,\ a_{n}\in A\}.}
A sűrű X-ben, ha:
{\displaystyle {\overline {A}}=X.}
Jegyezzük meg, hogy {\displaystyle A\subseteq \{\lim _{n}a_{n}:\forall n\geq 0,\ a_{n}\in A\}}. Ha {\displaystyle \{U_{n}\}} az X metrikus tér sűrű nyílt halmazainak sorozata, akkor {\displaystyle \cap _{n=1}^{\infty }U_{n}} is sűrű X-ben. Ez a Baire-kategóriatétel egy ekvivalens alakja.

## Példák
A leggyakrabban emlegetett példa a racionális számok halmaza a valós számok körében. Egy másik példa az irracionális számok halmaza szintén a szokásos topológiában. Ez mutatja, hogy egy topologikus térnek több diszjunkt sűrű részhalmaza lehet. A természetes számok és a Cantor-halmaz a valós számok sehol sem sűrű részhalmazai. A Cantor-halmaz a [0,1] intervallumban is sehol sem sűrű.
A Weierstrass-féle approximációs tétel miatt egy adott zárt intervallumon, [a, b]-n értelmezett komplex értékű folytonos függvények mindegyike tetszőlegesen pontosan egyenletesen approximálható polinommal. Más szavakkal, az [a, b]-n értelmezett polinomok sűrűek az [a, b]-n értelmezett komplex értékű folytonos függvények terében a szuprémum normával.
Minden metrikus tér sűrű a teljessé tételében.
A tesztfüggvények halmaza sűrű a Lebesgue-integrálható függvények terében.
Normált tér részhalmaza sűrű a lezártjában.

## Tulajdonságok
Minden topologikus tér sűrű önmagában. A diszkrét topológiájú tereknek nincs is más sűrű részhalmazuk. A triviális topológiájú terekben ellenben minden nem üres részhalmaz sűrű. Megfordítva, nincs más topológia, amiben minden nem üres részhalmaz sűrű.
A sűrűség tranzitív reláció az altértopológiában. Ha A, B, és C az X topologikus tér részhalmazai, és A ⊆ B ⊆ C úgy, hogy A sűrű B-ben, és B sűrű C-ben, akkor A is sűrű C-ben az altértopológiával.
Sűrű részhalmaz szürjektív folytonos képe ismét sűrű. A sűrűség topológiai invariáns, azaz minden homeomorfia megőrzi.
Ha egy topologikus tér egy sűrű részhalmaza összefüggő, akkor a topologikus tér is összefüggő.
A Hausdorff-térbe képező folytonos függvényeket meghatározza egy sűrű részhalmazon értelmezett leszűkítésük. Más szóval, ha f és g ilyen függvények, és megegyeznek egy X-ben sűrű A részhalmazon, akkor egész X-ben megegyeznek.

## Kapcsolódó fogalmak
Egy X topologikus tér A részhalmazának x pontja torlódási pontja vagy érintkezési pontja, ha x minden környezete tartalmazza A x-től különböző pontját. Ha ez nem teljesül, akkor x izolált pont. Az izolált pontok nélküli halmazokról azt mondjuk, hogy sűrűek önmagukban.
Egy X topologikus tér A részhalmaza sehol sem sűrű, hogyha egy pontjának sincs olyan környezete X-ben, amiben A sűrű. Ekvivalensen, ha lezártjának belseje üres. Egy sehol sem sűrű halmaz komplementerének belseje mindig sűrű. Zárt sehol sem sűrű halmaz komplementere sűrű. Egy adott X topologikus térben az A részhalmaz első kategóriájú, ha előáll megszámlálható sok sehol sem sűrű halmaz uniójaként. A racionális számok halmaza első kategóriájú.
Ha X topologikus tér, akkor kompakt halmazba való beágyazása sűrű részhalmazként X kompaktifikációja.
Egy X és Y topologikus vektorterek közötti lineáris operátor sűrűn definiált, ha értelmezési tartománya sűrű X-ben, és értékkészlete része Y-nak. Lásd folytonos lineáris kiterjesztés.
Az X topologikus tér hiperösszefüggő, ha minden nem üres nyílt részhalmaza sűrű X-ben. Szubmaximális, ha minden sűrű részhalmaza sűrű.
Egy topologikus tér szeparábilis, ha van megszámlálható sűrű részhalmaza.